# Eusynthemis ursa
Eusynthemis ursa – gatunek ważki z rodziny Synthemistidae.